# Lucy Shapiro
Lucy Shapiro (née le 16 juillet 1940 à New York) est une biologiste du développement américaine. Elle est professeure de biologie du développement à la Stanford University School of Medicine ainsi qu'au Ludwig Cancer Research de l'Université d'Oxford et directrice du Beckman Center for Molecular and Genetic Medicine. Elle a créé un nouveau domaine en biologie du développement grâce à l'utilisation des micro-organismes pour y examiner des questions fondamentales. Son travail a permis de mieux comprendre la base de la fonction des cellules souches et la génération de la diversité biologique. Ses idées ont révolutionné la compréhension des réseaux génétiques bactériens et aidé les chercheurs à développer de nouveaux médicaments pour lutter contre la résistance aux antibiotiques et les maladies infectieuses émergentes. En 2013, Shapiro a reçu la «National Medal of Science» 2011 pour «sa découverte pionnière que la cellule bactérienne est contrôlée par un circuit génétique intégré fonctionnant dans le temps et dans l'espace qui sert de paradigme d'ingénierie des systèmes sous-jacent à la différenciation cellulaire et, finalement, à la génération de diversité dans tous les organismes».

## Biographie

### Enfance et éducation
Née à Brooklyn (New York), Lucy Shapiro est l'aînée de trois filles dont les parents étaient enseignante en primaire pour sa mère et son père, un immigrant ukrainien. Elle commence à jouer au piano dès l'âge de quatre ans. Elle fréquente l'école primaire de la New York Public School 169. Elle passe ensuite à la High School of Music and Arts de New York (l'école précurseur de la Fiorello H. LaGuardia High School of Music & Art and Performing Arts) en s'y inscrivant en beaux-arts plutôt qu'en musique sans en parler à ses parents.
Elle majore en beaux-arts et en biologie, obtenant son A.B. dans ces deux matières au Brooklyn College en 1962 et elle a alors l'intention de devenir illustratrice en biologie,. Elle a rédigé sa thèse de premier cycle sur le poète florentin Dante, explorant pourquoi il a choisi d'écrire en langue vernaculaire plutôt qu'en latin,. Le professeur Theodore Shedlovsky (en) de l'Université Rockefeller la convainc de suivre un cours de chimie organique. Elle s'intéresse alors à la fois aux aspects visuels et à la rigueur intellectuelle de la chimie organique et modifie son cursus. Elle obtient son doctorat en biologie moléculaire en 1966 au Albert Einstein College of Medicine, où elle travaille avec J. Thomas August et Jerard Hurwitz (en) sur la première ARN polymérase ARN-dépendante.
Le Dr Shapiro a publié une réflexion sur ses débuts à Brooklyn et sur sa vie scientifique dans le Journal of Biological Chemistry.

### Carrière
Après six mois de postdoctorat à l'Albert Einstein College of Medicine (New York), Shapiro est invitée à rejoindre la faculté et à créer son propre laboratoire. Lorsqu'on lui demande ce sur quoi elle voulait le plus travailler, Shapiro précise qu'elle est fascinée par la façon dont un code génétique unidimensionnel, l'ADN, pouvait être traduit en organismes tridimensionnels. Shapiro voulait aller au-delà des études en éprouvette du contenu cellulaire extrait et examiner la structure tridimensionnelle et le comportement des cellules vivantes réelles. "I found the simplest organism I could, and set out to learn how the multiple components of a living cell work together" 

« J'ai choisi l'organisme le plus simple que j'ai pu, et j'ai essayé d'apprendre comment les composants multiples d'une cellule vivante travaillaient ensemble. »

L'organisme unicellulaire sélectionné est la bactérie Caulobacter crescentus, et commence à tenter d'identifier les processus biologiques spécifiques contrôlant le cycle cellulaire.
Shapiro intègre donc l'Albert Einstein College of Medicine en 1967 en tant que professeur adjoint et y reste jusqu'en 1986 devenant progressivement professeur associée puis professeur. De 1977 à 1986, elle occupe le poste de présidente du département de Biologie Moléculaire de cette institution et à partir de 1981 en devient la directrice de la division des Sciences Biologiques. Elle y obtient également la chaire dotée «Lola et Saul Kramer» de Biologie Moléculaire à partir de 1983.
En 1986, elle quitte l'Albert Einstein College of Medicine mais reste à New York pour intégrer le département de microbiologie du Columbia University College of Physicians and Surgeons en tant que professeur de microbiologie (titre de Higgens Professor) et présidente de ce département. Elle y reste jusqu'en 1989, date à laquelle elle rejoint l'école de Médecine de la Université Stanford où elle créé et dirige, comme présidente, le département de biologie du développement.